# Die raffinierteste Frau Berlins
Die raffinierteste Frau Berlins ist ein deutscher Stummfilm aus dem Jahre 1927 von Franz Osten mit Luigi Serventi in der Hauptrolle. 

## Handlung
Henrik Svensen musste drei Jahre seines Lebens im Gefängnis wegen Scheckbetrugs absitzen, obwohl er vollkommen unschuldig war. Die Falschaussagen zweier Frauen hatten ihn hinter Gitter gebracht. Henrik will sich an ihnen rächen, und so forscht er, nachdem er wieder in die Freiheit entlassen wurde, nach deren Aufenthaltsort. Beide Frauen sind jedoch wie vom Erdboden verschluckt, vermutlich gestorben. Stattdessen stößt er bei seinen Nachforschungen auf einen gewissen Francis Forest. Als Henrik dessen Wohnstätte aufsucht, stößt der Haftentlassene auf eine ziemlich üble Kaschemme, die von Forests Tochter Yvette betrieben wird. Forest selbst soll bereits gestorben sein. Yvette wirkt wie der absolute Gegenpol zu Forest und seinem moralisch fragwürdigen Etablissement: Lieb, reinlich und rührend naiv. Doch Henrik bleibt trotz ihres unübersehbaren Liebreizes misstrauisch: Sollte diese junge Frau ihm womöglich etwas vorspielen, ihre Naivität Teil eines raffinierten Spiels sein? 
Bald beginnt sich Svensen Yvette unbeabsichtigt emotional anzunähern, denn er kann sich ihrem Zauber nicht entziehen. Eines Tages aber stellt sich heraus, dass nichts ist wie es scheint: Forest ist in Wirklichkeit überhaupt nicht tot, und Yvette mitnichten seine Tochter, sondern lediglich Opfer von Forests verbrecherischen Machenschaften, die auch ihn damals ins Gefängnis brachten. Forest hatte einst Yvette als Waisenkind zu sich genommen und diese fortan als seine Tochter ausgegeben. Seine Lebensversicherung wurde auf Yvette ausgestellt, dann inszenierte er seinen eigenen Tod. Als ein gewisser Williams Pitts tauchte Forest wieder auf, um Yvette zu heiraten und als ihr Gatte die erschwindelte Lebensversicherungssumme auf den Kopf zu hauen. Henrik Svensen sieht sich gezwungen, einzugreifen. Er rettet Yvette aus den Fängen Forests und sorgt dafür, dass die Polizei den Mann mit den zwei Existenzen wegen Betruges festnimmt. Yvette und Henrik haben sich ineinander verliebt und werden heiraten.

## Produktionsnotizen
Gedreht zwischen dem 21. Juli und dem 12. August 1927 im Efa-Atelier sowie mit Außenaufnahmen in Paris und Kopenhagen, passierte Die raffinierteste Frau Berlins die Zensur am 20. Oktober 1927 und wurde am 22. November desselben Jahres in Berlins Primus-Palast uraufgeführt. Der mir Jugendverbot belegte Sechsakter war 2372 Meter lang. In Österreich lief der Film ab dem 7. August 1928 unter dem leicht veränderten Titel Die raffinierte Frau.
Max Heilbronner gestaltete die Filmbauten, die Aufnahmeleitung übernahm Fritz Klotzsch.
Für Kameraveteran Max Fassbender war dies der letzte Film.
Die beiden Hauptdarsteller Mary Johnson und Rudolf Klein-Rogge waren im wahren Leben miteinander verheiratet.

## Kritiken
Die Neue Presse schrieb: „Mary Johnson macht den Film sehenswert. Ihre herbe Schönheit beherrscht das Bild, ihre Ausdrucksfähigkeit belebt und konzentriert die verwirrende Handlung.“
Wiens Die Stunde nannte Ostens Inszenierung einen „höchst interessanten Abenteuerfilm.“
Die Arbeiter-Zeitung befand, dass die beiden Drehbuchautoren einen „guten Einfall durch eine Fülle überflüssiger und unverständlicher Episoden verschüttet. Die Wechselfälschungsaffäre versteht niemand; und die rührsamen Szenen im Pastorenhaus sind ebenso kitschig wie die Gestalt einer Bordellbesitzerin, die keine Ahnung hat, was in ihrer Villa eigentlich vorgeht, unglaubhaft ist.“